# 검은간토기

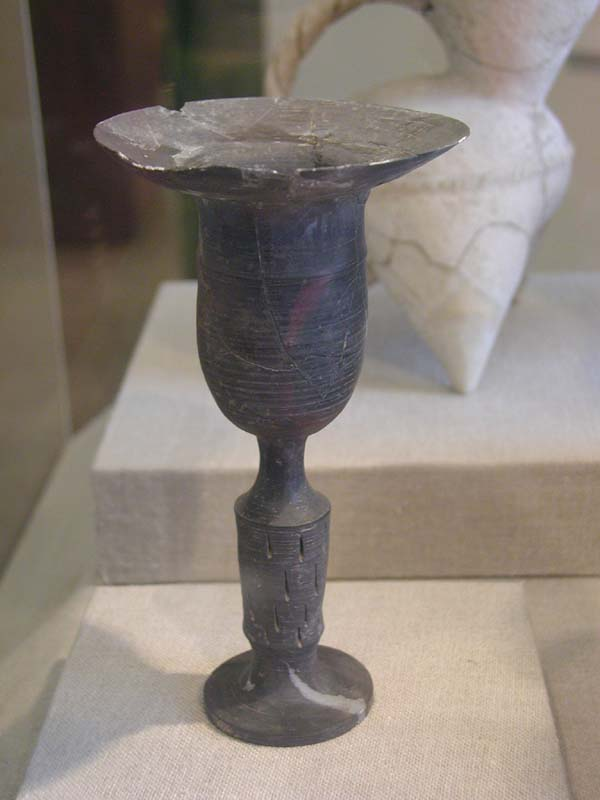

검은간토기 또는 흑도(黑陶)는 중국 선사시대의 흑색 토기이다. 질이 좋고 얇으며 녹로를 사용한 것으로, 표면은 연마돼 있다. 흑색이 되는 이유는, 흑연으로 닦고, 식물성 기름을 칠하여 굽고, 구울 때에는 기름으로 태워, 그을리게 했다는 등의 설이 있다. 흑도의 분포는 산둥·허난을 중심으로 산시·저장·남만주·랴오둥 반도에 미치는데, 청쯔야 유적의 흑도가 가장 성하던 때의 것이다. 형태는 접시·사발·항아리 외에 중국 고유의 삼족토기(三足土器)의 형태인 정(鼎)·헌·규 등이 있다. 은(殷)·주(周)의 청동기(靑銅器)에 영향을 주었다고 하나 아직 확실하지 않다.

## 참고 문헌
- 이 문서에는 다음커뮤니케이션(현 카카오)에서 GFDL 또는 CC-SA 라이선스로 배포한 글로벌 세계대백과사전의 "흑도" 항목을 기초로 작성된 글이 포함되어 있습니다.